# 民主联邦南斯拉夫临时政府
民主联邦南斯拉夫临时政府是民主联邦南斯拉夫的临时政府，由南斯拉夫流亡政府和南斯拉夫人民解放委员会合并而成，1945年3月7日正式成立。1945年11月11日，南斯拉夫民主联邦临时政府改组为南斯拉夫联邦人民共和国政府。